# Rozpylak zwyczajny
Rozpylak zwyczajny, rozpylak topolowy (Dinoptera collaris) – gatunek chrząszcza z rodziny kózkowatych.